# Hajime Eto
Hajime Eto (衛藤 元 Eto Hajime?), född 21 april 1973 i Kyoto prefektur, är en japansk före detta fotbollsspelare och tränare.
Eto har tränat J3 League-klubben, AC Nagano Parceiro.